# Tarphius truncatus
Tarphius truncatus is een keversoort uit de familie somberkevers (Zopheridae). De wetenschappelijke naam van de soort werd in 1845 gepubliceerd door Thomas Vernon Wollaston.